# Campeonato Uruguayo de Primera División 2000
El Campeonato Uruguayo 2000 fue el 96° torneo de primera división del fútbol uruguayo, correspondiente al año 2000.
Se disputaron durante el 2000 dos torneos cortos, Apertura y Clausura, ganándolos Nacional y Peñarol respectivamente. El título de campeón se definió en finales de ida y vuelta. El ganador fue el Club Nacional de Football.

## Desarrollo

### Torneo Apertura
Entre el 4 de marzo y 1 de julio del año 2000 
| Puesto | Equipo               | Pts | PJ | PG | PE | PP | GF | GC | Dif |
| ------ | -------------------- | --- | -- | -- | -- | -- | -- | -- | --- |
| 1°     | Nacional             | 44  | 17 | 14 | 2  | 1  | 42 | 14 | 28  |
| 2°     | Danubio              | 36  | 17 | 11 | 3  | 3  | 45 | 22 | 23  |
| 3°     | Defensor Sporting    | 36  | 17 | 11 | 3  | 3  | 40 | 22 | 18  |
| 4°     | Peñarol              | 36  | 17 | 11 | 3  | 3  | 39 | 26 | 13  |
| 5°     | Cerro                | 28  | 17 | 8  | 4  | 5  | 39 | 30 | 9   |
| 6°     | Rentistas            | 28  | 17 | 8  | 4  | 5  | 31 | 24 | 7   |
| 7°     | Bella Vista          | 23  | 17 | 6  | 5  | 6  | 29 | 27 | 2   |
| 8°     | Tacuarembó           | 23  | 17 | 5  | 8  | 4  | 21 | 23 | -2  |
| 9°     | Deportivo Maldonado  | 22  | 17 | 7  | 1  | 9  | 25 | 32 | -7  |
| 10°    | River Plate          | 18  | 17 | 4  | 6  | 7  | 30 | 32 | -2  |
| 11°    | Racing               | 18  | 17 | 5  | 3  | 9  | 25 | 33 | -8  |
| 12°    | Juventud             | 18  | 17 | 4  | 6  | 7  | 17 | 25 | -8  |
| 13°    | Rocha                | 18  | 17 | 4  | 6  | 7  | 30 | 41 | -11 |
| 14°    | Liverpool            | 18  | 17 | 5  | 3  | 9  | 19 | 30 | -11 |
| 15°    | Paysandú Bella Vista | 17  | 17 | 5  | 2  | 10 | 22 | 30 | -8  |
| 16°    | Frontera Rivera      | 15  | 17 | 4  | 3  | 10 | 25 | 39 | -14 |
| 17°    | Villa Española       | 14  | 17 | 3  | 5  | 9  | 24 | 40 | -16 |
| 18°    | Huracán Buceo        | 12  | 17 | 3  | 3  | 11 | 20 | 33 | -13 |

|  | Ganador del Torneo Apertura, avanza a la Final por el Campeonato. |

### Torneo Clausura
Entre 5 de agosto y el 26 de noviembre del año 2000
| Puesto | Equipo               | Pts | PJ | PG | PE | PP | GF | GC | Dif |
| ------ | -------------------- | --- | -- | -- | -- | -- | -- | -- | --- |
| 1°     | Peñarol              | 42  | 16 | 13 | 3  | 0  | 35 | 11 | 24  |
| 2°     | Defensor Sporting    | 40  | 16 | 12 | 4  | 0  | 44 | 13 | 31  |
| 3°     | Nacional             | 37  | 16 | 11 | 4  | 1  | 28 | 11 | 17  |
| 4°     | Danubio              | 28  | 16 | 7  | 7  | 2  | 36 | 15 | 21  |
| 5°     | Tacuarembó           | 25  | 16 | 7  | 4  | 5  | 23 | 17 | 6   |
| 6°     | River Plate          | 22  | 16 | 6  | 4  | 6  | 25 | 30 | -5  |
| 7°     | Cerro                | 20  | 16 | 5  | 5  | 6  | 21 | 24 | -3  |
| 8°     | Racing               | 20  | 16 | 5  | 5  | 6  | 20 | 24 | -4  |
| 9°     | Bella Vista          | 19  | 16 | 5  | 4  | 7  | 27 | 34 | -7  |
| 10°    | Rentistas            | 17  | 16 | 4  | 5  | 7  | 15 | 23 | -8  |
| 11°    | Juventud             | 16  | 16 | 4  | 4  | 8  | 18 | 23 | -5  |
| 12°    | Paysandú Bella Vista | 15  | 16 | 3  | 6  | 7  | 18 | 24 | -6  |
| 13°    | Huracán Buceo        | 14  | 16 | 3  | 5  | 8  | 17 | 26 | -9  |
| 14°    | Deportivo Maldonado  | 14  | 16 | 3  | 5  | 8  | 17 | 27 | -10 |
| 15°    | Frontera Rivera      | 14  | 16 | 4  | 2  | 10 | 21 | 37 | -16 |
| 16°    | Rocha                | 14  | 16 | 4  | 2  | 10 | 20 | 36 | -16 |
| 17°    | Liverpool            | 13  | 16 | 2  | 7  | 7  | 12 | 24 | -12 |

|  | Ganador del Torneo Clausura, avanza a la Final por el Campeonato. |

### Final
| 7 de diciembre de 2000 | Peñarol | 0:1 (0:0) | Nacional            | Estadio Centenario, Montevideo                              |                                                             |
|                        |         | Reporte   | Martínez 69' (pen.) | Asistencia: 35.000 espectadores Árbitro(s): Jorge Larrionda | Asistencia: 35.000 espectadores Árbitro(s): Jorge Larrionda |

| 10 de diciembre de 2000     | Nacional            | 1:1 (1:1) | Peñarol    | Estadio Centenario, Montevideo |                            |
|                             | Martínez 25' (pen.) | Reporte   | Bizera 32' | Árbitro(s): Gustavo Méndez     | Árbitro(s): Gustavo Méndez |
| Nacional gana 4-1 en puntos |                     |           |            |                                |                            |

|                                             |
| Uruguay                                     |
| Campeón Uruguayo 2000 Nacional 37.mo título |

## Clasificación a torneos continentales
Nacional clasifica a la Copa Libertadores 2001 como Uruguay 1 por ser el campeón uruguayo. Los otros dos equipos que jugarán la Copa serán los dos mejores de la Liguilla Pre-Libertadores. Disputarán dicha Liguilla los seis mejores equipos de la Tabla Anual (sin contar a Nacional, ya clasificado).

### Tabla Anual (Acumulada)
La Tabla Anual se compone de la suma de los puntos del Apertura y el Clausura.
| Puesto | Equipo               | Pts | PJ | PG | PE | PP | GF | GC | Dif |
| ------ | -------------------- | --- | -- | -- | -- | -- | -- | -- | --- |
| 1°     | Nacional             | 81  | 33 | 25 | 6  | 2  | 70 | 25 | 45  |
| 2°     | Peñarol              | 78  | 33 | 24 | 6  | 3  | 74 | 37 | 37  |
| 3°     | Defensor Sporting    | 76  | 33 | 23 | 7  | 3  | 84 | 35 | 49  |
| 4°     | Danubio              | 64  | 33 | 18 | 10 | 5  | 81 | 37 | 44  |
| 5°     | Cerro                | 48  | 33 | 13 | 9  | 11 | 62 | 54 | 8   |
| 6°     | Tacuarembó           | 48  | 33 | 12 | 12 | 9  | 44 | 40 | 4   |
| 7°     | Rentistas            | 45  | 33 | 12 | 9  | 12 | 46 | 47 | -1  |
| 8°     | Bella Vista          | 42  | 33 | 11 | 9  | 13 | 56 | 61 | -5  |
| 9°     | River Plate          | 40  | 33 | 10 | 10 | 13 | 55 | 62 | -7  |
| 10°    | Racing               | 38  | 33 | 10 | 8  | 15 | 45 | 57 | -12 |
| 11°    | Deportivo Maldonado  | 36  | 33 | 10 | 6  | 17 | 42 | 59 | -17 |
| 12°    | Juventud             | 34  | 33 | 8  | 10 | 15 | 35 | 48 | -13 |
| 13°    | Paysandú Bella Vista | 32  | 33 | 8  | 8  | 17 | 40 | 54 | -14 |
| 14°    | Rocha                | 32  | 33 | 8  | 8  | 17 | 50 | 77 | -27 |
| 15°    | Liverpool            | 31  | 33 | 7  | 10 | 16 | 31 | 54 | -23 |
| 16°    | Frontera Rivera      | 29  | 33 | 8  | 5  | 20 | 46 | 76 | -30 |
| 17°    | Huracán Buceo        | 26  | 33 | 6  | 8  | 19 | 37 | 59 | -22 |
| 18°    | Villa Española       | 14  | 17 | 3  | 5  | 9  | 24 | 40 | -16 |

|  | Clasifica a la Liguilla Pre-Libertadores. |

### Liguilla Pre-Libertadores
| Puesto | Equipo            | Pts | PJ | PG | PE | PP | GF | GC | Dif |
| ------ | ----------------- | --- | -- | -- | -- | -- | -- | -- | --- |
| 1°     | Defensor Sporting | 13  | 5  | 4  | 1  | 0  | 17 | 5  | 12  |
| 2°     | Peñarol           | 11  | 5  | 3  | 2  | 0  | 15 | 4  | 11  |
| 3°     | Danubio           | 10  | 5  | 3  | 1  | 1  | 9  | 6  | 3   |
| 4°     | Cerro             | 4   | 5  | 1  | 1  | 3  | 8  | 15 | -7  |
| 5°     | Tacuarembó        | 3   | 5  | 1  | 0  | 4  | 3  | 9  | -6  |
| 6°     | Rentistas         | 1   | 5  | 0  | 1  | 4  | 4  | 17 | -13 |

|  | Clasifica a la Copa Libertadores 2001. |

| Uruguay                                             |
| Campeón Liguilla 2000 Defensor Sporting 7.mo título |

### Equipos clasificados

#### Copa Libertadores 2001
|   | Equipo            | Clasificación como            |
| - | ----------------- | ----------------------------- |
| 1 | Nacional          | Campeón Primera División 2000 |
| 2 | Defensor Sporting | Campeón Liguilla 2000         |
| 3 | Peñarol           | 2° puesto en la Liguilla 2000 |

#### Copa Mercosur 2001
|   | Equipo   | Clasificación como      |
| - | -------- | ----------------------- |
| 1 | Nacional | En calidad de invitados |
| 2 | Peñarol  | En calidad de invitados |

## Descenso

### Promoción
| 9 de diciembre de 2000 | Fénix | 0:0     | Frontera Rivera | Alfredo Víctor Viera, Montevideo |  |
|                        |       | Reporte |                 |                                  |  |

| 13 de diciembre de 2000 | Frontera Rivera | 0:1     | Fénix     |  |  |
|                         |                 | Reporte | Puglia 2' |  |  |

Fénix asciende a la Primera División y Frontera Rivera desciende a la Segunda División.